# Paul-Marie Dumond
Pour les articles homonymes, voir Dumond.
Paul-Marie Dumond, né le 2 avril 1864 à Lyon et mort le 19 février 1944 à Nanchang (Chine), est un évêque missionnaire français, de la congrégation de la Mission. Il est successivement administrateur apostolique du Tché-Li maritime, vicaire apostolique du Hsian-si, puis de Nanchang.

## Biographie

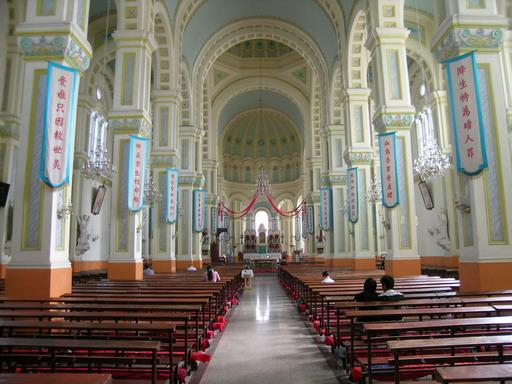
Intérieur de la cathédrale Saint-Joseph de Tientsin.

Paul-Marie Dumond naît le 2 avril 1864. Il devient profès de la congrégation de la Mission le 5 avril 1885 ; il est ordonné prêtre lazariste, le 10 août 1888, puis il part en mission pour la Chine. Lorsque le Saint-Siège érige le vicariat apostolique du Tché-Li maritime, le 27 avril 1912, il en est nommé à la tête. Son siège est à Tientsin. Il est consacré évêque in partibus de Curubis (de) le 30 juin 1912 à Pékin par Stanislas Jarlin avec comme co-consécrateurs Joseph-Sylvain-Marius Fabrègues (zh) et Ernest François Geurts. 
Il entreprend la construction de la nouvelle cathédrale Saint-Joseph, l'ancienne cathédrale Notre-Dame des Victoires étant devenue trop petite. Les terrains destinés à ces constructions sont convoités par les autorités françaises, au détriment des Chinois. Dumond demande aux missionnaires de rester neutres. Le Vincent Lebbe s'en plaint auprès de l'ambassadeur de France, qui menace Dumond. Celui-ci ouvre aussi une nouvelle école, ainsi qu'un hôpital pour les nécessiteux tenu par les filles de la Charité. 
En désaccord avec Vincent Lebbe, Paul-Marie Dumond suscite une enquête sur ce missionnaire. Le commissaire des lazaristes est envoyé en février 1917 à Tientsin, et reproche sa conduite[Laquelle ?] à Lebbe ; le ministre de France à Pékin intervient à son tour et obtient le déplacement de Lebbe. 
Après plusieurs mois de discussions, où de nombreuses plaintes sont adressées à Rome à l'encontre de Dumond et pendant lesquels son provicaire Lebbe prend une place prépondérante, Dumond est finalement déplacé à son tour par Rome qui l'envoie au Hsian-si.
Paul-Marie Dumond est ainsi nommé le 25 août 1920 administrateur apostolique du vicariat apostolique du Hsian-si (Kanchow). Jean de Vienne de Hautefeuille lui succède en 1923, puis il est nommé vicaire apostolique de Nanchang, le 3 juillet 1931, où il meurt à Kioukiang le 19 février 1944, à l'âge de 79 ans. Il a connu les épisodes troublés de la guerre civile chinoise.

## Succession apostolique
Paul-Marie Dumond a ordonné les évêques suivants :
- Évêque John Andrew O'Shea (no), C.M. (1928)
- Évêque Gaetano Mignani (en), C.M. (1929)